# Prosfora

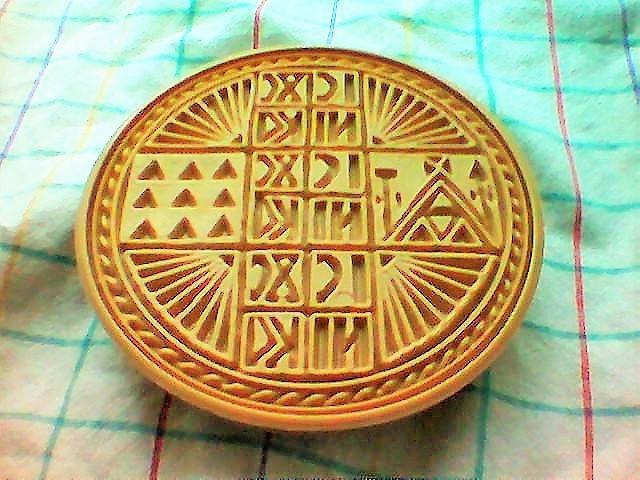
Forma–pieczęć do wypieku prosfory

Prosfora (gr. προσφορά od προς blisko, ku; przed i φέρω nieść) – pieczywo wytwarzane z mąki, wody, soli i zakwasu, wykorzystywane w Kościele prawosławnym i Kościołach katolickich wschodnich w obrzędzie przeistoczenia. Do przystępowania do Eucharystii są używane jej konsekrowane cząstki, które są zanurzane w konsekrowanym winie. Reszta zostaje rozdana wiernym po liturgii, jest spożywana przez nich na miejscu lub zanoszona domownikom, którzy nie mogli wziąć udziału w nabożeństwie.
W czasie prawosławnej wigilii Bożego Narodzenia uczestnicy wieczerzy dzielą się przyniesioną z cerkwi prosforą, popijając ją łykiem wody święconej. Dopiero wtedy przystępuje się do jedzenia wigilijnych potraw.

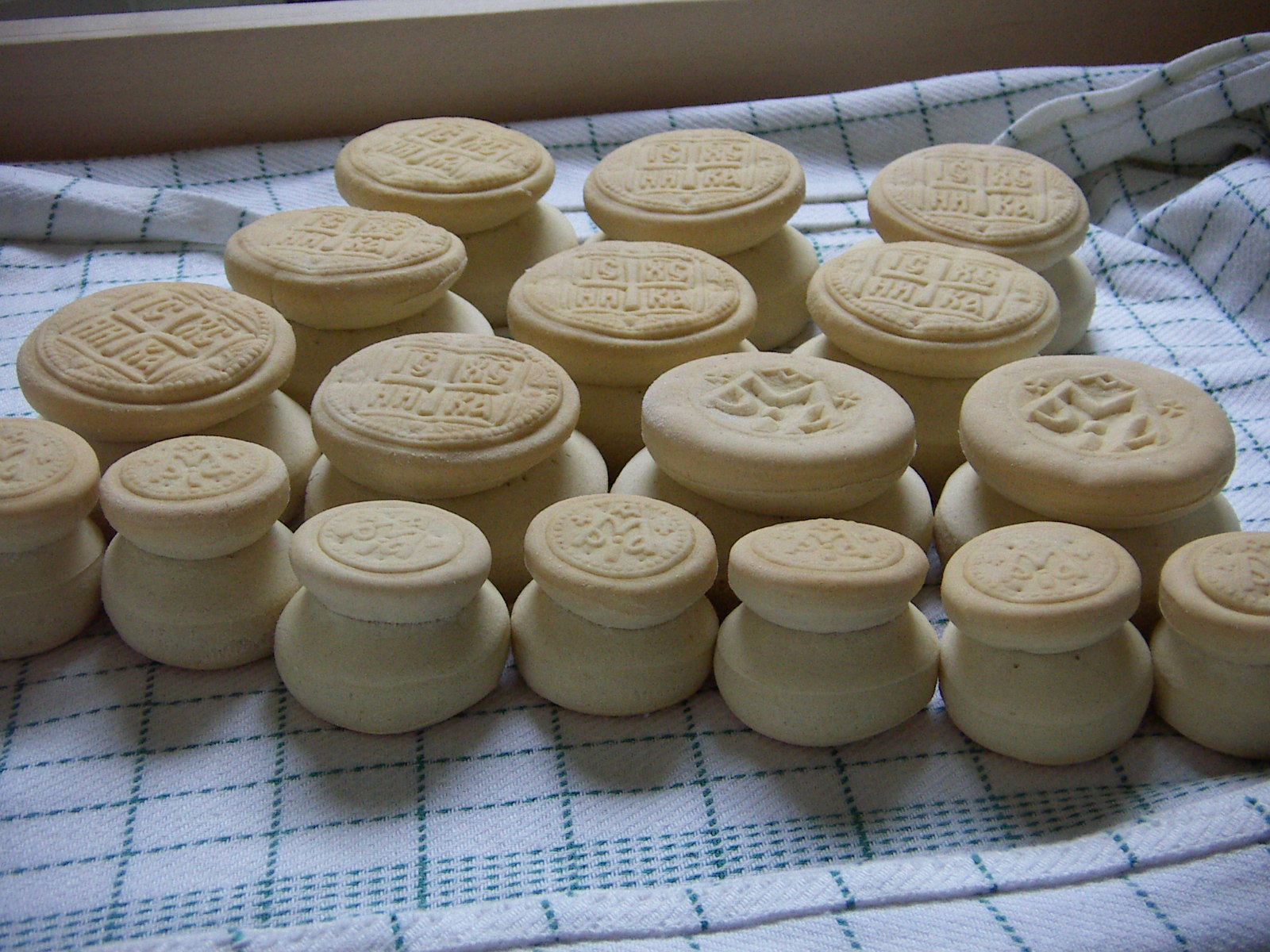
Prosfory różnej wielkości, upieczone